# Karl Ludwig Blum

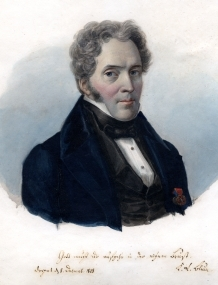
Karl Ludwig Blum auf einem Aquarell von Eduard Hau, entstanden im Jahr 1838

Karl Ludwig Blum (* 25. Juli 1796 in Hanau; † 28. Juni 1869 in Heidelberg) war ein deutscher Historiker und Professor für Geographie und Statistikwissenschaften.

## Leben
Blum war der Sohn des Hanauer Beamten Friedrich Karl Blum. Der Theologe Philipp Konrad Marheineke und der Mineraloge Karl Cäsar von Leonhard waren seine Schwäger.
Er promovierte über griechische Geschichte und wurde 1826 zum Professor für Geographie und Statistikwissenschaften an der russischen Universität Dorpat (heute: Tartu in Estland) ernannt, an der er 25 Jahre wirkte. Er war u. a. Mitbegründer der von 1833 bis 1836 erschienenen Dorpater Jahrbücher für Litteratur, Statistik und Kunst, besonders Rußlands. 1851 wurde er emeritiert.
Karl Ludwig Blum wurde auf dem Heidelberger Bergfriedhof beigesetzt. Sein Bruder war der in Heidelberg tätige Mineraloge Johann Reinhard Blum (1802–1883).
Besonders bekannt wurde auch sein Werk über das Leben Graf Jacob Johann von Sievers, für das er heute nicht mehr erhaltene Quellen auf Schloss Fickel (heute: Vigala) auswerten konnte.

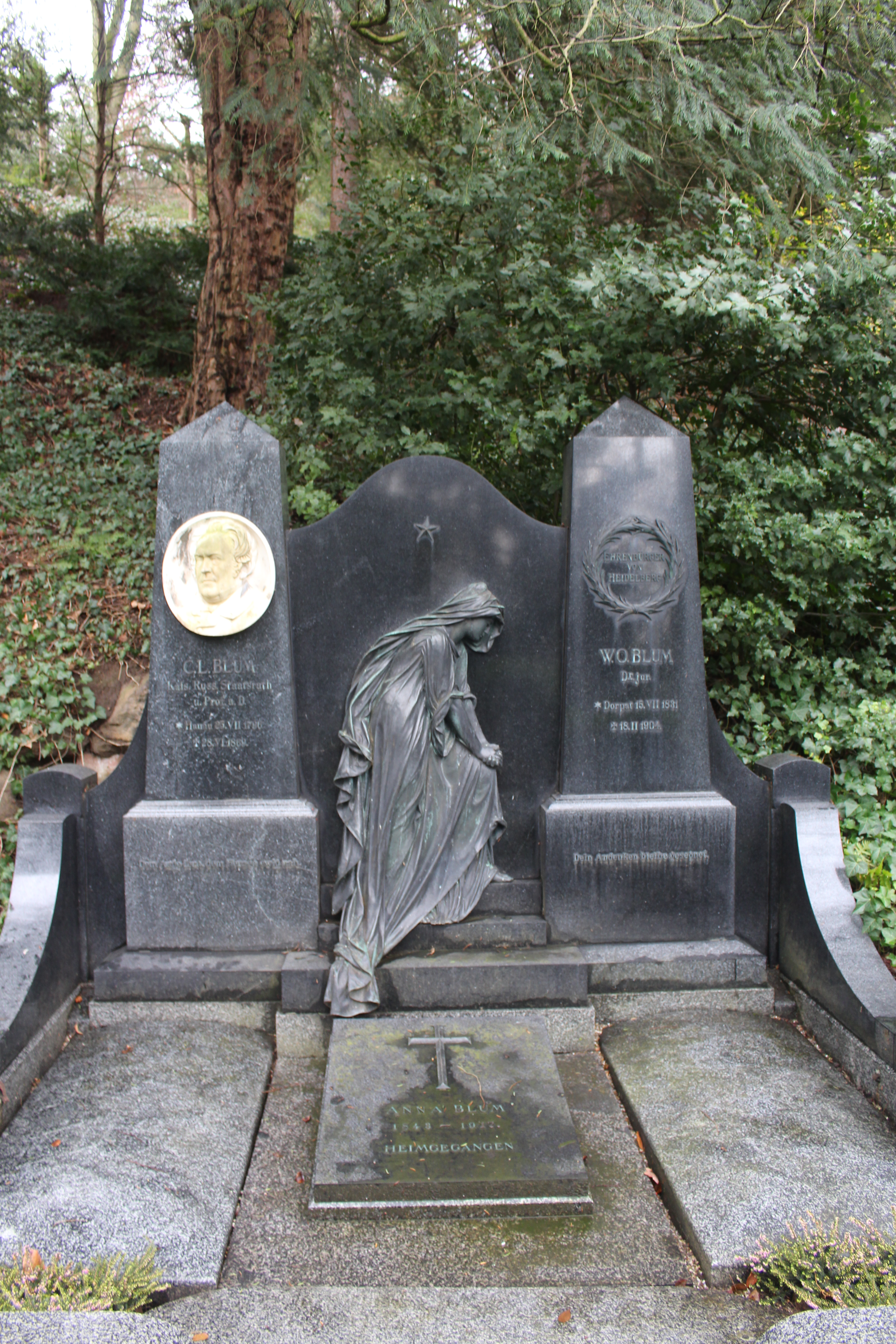
Grabstätte von Karl Ludwig Blum, Bergfriedhof Heidelberg

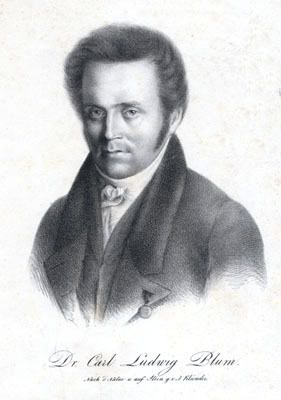
Karl Ludwig Blum auf einer Lithographie von Alexander Julius Klünder, aus dem Jahr 1829

## Schriften (Auswahl)
- Einleitung in Rom's alte Geschichte. Nicolai, Berlin/Stettin 1828.
- Herodot und Ktesias, die frühesten Geschichtsforscher des Orients. Winter, Heidelberg 1836.

- Ein Bild aus den Ostsee-Provinzen oder Andreas von Löwis of Menar. Duncker & Humblot, Berlin 1846.
- Gedichte. Winter, Heidelberg 1853.
- Ein russischer Staatsmann. Des Grafen Jakob Johann Sievers Denkwürdigkeiten zur Geschichte Rußlands, 4 Bände. Winter, Leipzig 1857–1858.
- Graf Jacob Johann von Sievers und Russland zu dessen Zeit. Winter, Leipzig und Heidelberg 1864.
- Franz Lefort, Peter’s des Großen berühmter Günstling. Groos, Heidelberg 1867.